# 1158
| [ Edytuj tabelę ]          |                                                                      |
| Książę Małopolski          | - 1146 Bolesław IV Kędzierzawy 1173                                  |
| Książę Wielkopolski        | - 1138 Mieszko III Stary 1177                                        |
| Król Angkoru               | - 1150 Dharanindrawarman II 1160                                     |
| Król Anglii                | - 1154 Henryk II 1189                                                |
| Król Aragonii              | - 1137 Petronela Aragońska 1164                                      |
| Hrabia Barcelony           | - 1131 Rajmund Berengar IV Święty 1162                               |
| Książę Bawarii             | - 1156 Henryk XII Lew 1180                                           |
| Margrabia Brandenburgii    | - 1144 Albrecht Niedźwiedź 1170                                      |
| Książę Burgundii           | - 1143 Eudes II 1162                                                 |
| Cesarz Bizancjum           | - 1143 Manuel I Komnen 1180                                          |
| Cesarz Chin                | - 1127 Song Gaozong 1162                                             |
| Książę Czech               | - 1140 Władysław II 1172                                             |
| Król Danii                 | - 1157 Waldemar I Wielki 1182                                        |
| Władca Egiptu              | - 1154 Al-Fa’iz 1160                                                 |
| Król Francji               | - 1137 Ludwik VII Młody 1180                                         |
| Król Gruzji                | - 1156 Jerzy III 1184                                                |
| Hrabia Holandii            | - 1157 Floris III 1190                                               |
| Cesarz Japonii             | - 1155 Go-Shirakawa 1158 - 1158 Nijō 1165                            |
| Kalif                      | - 1136 Al-Muqtafi 1160                                               |
| Król Kastylii              | - 1157 Sancho III 1158 - 1158 Alfons VIII Szlachetny 1214            |
| Wielki książę Kijowa       | - 1157 Izjasław III Dawidowicz 1158 - 1158 Mścisław Izjasławicz 1159 |
| Patriarcha Konstantynopola | - 1156 Łukasz Chryzoberges 1169                                      |
| Władca Korei               | - 1146 Ŭijong 1170                                                   |
| Król Leónu                 | - 1157 Ferdynand II 1188                                             |
| Kalif Maroka               | - 1147 Abd al-Mumin 1163                                             |
| Król Nawarry               | - 1150 Sancho VI 1194                                                |
| Król Norwegii              | - 1136 Inge I Garbaty 1161 - 1157 Haakon II Barczysty 1162           |
| Książę Obodrzyców          | - 1131 Niklot 1160                                                   |
| Hrabia Palatynatu          | - 1155 Konrad Hohenstauf 1195                                        |
| Papież                     | - 1154 Hadrian IV 1159                                               |
| Król Portugalii            | - 1139 Alfons I 1185                                                 |
| Sułtan Rumu                | - 1156 Kilidż Arslan II 1192                                         |
| Książę Rusi halickiej      | - 1153 Jarosław Ośmiomysł 1187                                       |
| Cesarz Rzymski (niemiecki) | - 1155 Fryderyk I Barbarossa 1190                                    |
| Książę Saksonii            | - 1142 Henryk Lew 1180                                               |
| Król Szkocji               | - 1153 Malcolm IV 1165                                               |
| Król Szwecji               | - 1155 Karol Sverkersson 1167 - 1156 Eryk IX Święty Jedvardsson 1160 |
| Doża Wenecji               | - 1156 Vitale II Michiel 1172                                        |
| Król Węgier                | - 1141 Gejza II 1161                                                 |

Rok 1158 / MCLVIII
stulecia: XI wiek ~
XII wiek ~
XIII wiek

lata: 1148 «
1153 «
1154 «
1155 «
1156 «
1157 «
1158
» 1159
» 1160
» 1161
» 1162
» 1163
» 1168

## Wydarzenia na świecie
- 11 stycznia – koronacja Władysława II w Czechach z rąk Fryderyka I Barbarossy (tytuł królewski nadany ad personam)[1].
- 14 czerwca – cesarz Fryderyk I Barbarossa przyznał Monachium prawo do cła i bicia monety.

- Uniwersytet Boloński otrzymał prawa z rąk cesarza Fryderyka I Barbarossy.
- Wprowadzenie w Anglii, funta szterlinga.
- Zjazd w Roncaglio – cesarz Fryderyk I Barbarossa zastrzegł dla siebie prawo nominowania urzędników w miastach włoskich, bicia monety i poboru podatków oraz zakazał miastom włoskim zrzeszania się[1].
- Cesarz Japonii Go-Shirakawa abdykował na rzecz swojego syna Nijō.
- Lokacja Lubeki przez Henryka Lwa[2].

## Urodzili się
- Fujiwara-no Ietaka, japoński poeta (zm. 1237).

## Zmarli
- 27 lipca – Godfryd VI Andegaweński, hrabia Andegawenii (ur. 1134)
- 31 sierpnia – Sancho III Upragniony, król Kastylii (ur. ok. 1134)
- 15 grudnia – Fryderyk z Bergu, arcybiskup Kolonii (ur. ok. 1120)
- data dzienna nieznana:
  - Jerzy IV, władca Makurii w Nubii (ur. 1106)
  - Ludwik I Wirtemberski, hrabia Wirtembergii (ur. ok. 1119)